# Waaqeffanna
Waaqeffanna es una antigua religión monoteísta que se origina en la población oromo. El término Waaqeffanna proviene de la palabra Waaqa, que significa "el Dios del cielo" en lenguaje oromo.
A los seguidores de la religión Waaqeffanna se les conoce como waaqeffataas y ellos piensan que el Dios único es Waaqa Tokkicha. Se estipula que en torno al 3% de la población oromo (1.095.000) practica activamente esta religión en la actual Etiopía.
Según los testimonios históricos disponibles, para los oromo creer en una fuerza mágica, celestial, divina y enérgica, sumado a la obligación de poseer una mayor flexibilidad religiosa entre los pueblos de Etiopía, es un punto de los diversos que tienen en común con varios pueblos que podrían ser fundamentales para la democratización; generando armonía, entendimiento, una convivencia sosegada y una mayor integración de la población.
En cuanto a su práctica, nos encontramos con que ésta se realiza mucho antes que las dos principales religiones monoteístas, el Islam y el Cristianismo.
Esta religión surge de la historia y la vida cultural del pueblo oromo, que cree y sigue a su propio dios basándose en tres pilares que constituyen esta religión: los Ayyaanas, la Uuma o creación de su Dios y el Safuu, que vendría a ser la base moral de toda persona que siga esta religión.
Actualmente, esta religión a pesar de estar basada en una antigua visión del mundo no rechaza la ciencia moderna por lo que no queda del todo anclada a las raíces del pueblo oromo y favorece a la integración social de los pueblos que la practican.
Esta religión no presenta textos o libros sagrados, con lo cual, hay que basarse en lo que cuenta la leyenda, y es que, los waaqeffataas creen que Waaqa le entregó a los oromos un libro sagrado, pero este, fue ingerido por una vaca. Ante esta situación, Waaqa estaba muy enfurecido y no les proporcionó un nuevo libro.
Es tal lo que supone esta leyenda para los creyentes de esta religión, que estos buscan aún el libro extraviado en los intestinos de las vacas. En los sitios en donde se ejerce la religión, se recurre a los profesionales una vez han finalizado las ceremonias de sacrificio de las vacas para así con ello, analizar el revestimiento de los intestinos con la finalidad de encontrar alguna pista, algo que aporte algún sentido, en definitiva, algún significado que componga esta leyenda.

## Pueblo Oromo
Los oromo, son el conjunto étnico más amplio que habla una lengua cushita y que vive en la región de Oromia (Etiopía). El tronco cushita es uno de los cuatro principales grupos lingüísticos (Cushitas, Nilo-Saharianos, Omóticos y Semíticos) existentes en el noreste de África de forma genérica y en Etiopía en particular. Los oromo conformaron uno de los pueblos más antiguos de la región en poseer una lengua, historia común, cultura y configuración psicológica. Las crónicas, memorias y relatos de los oromo, muestran que esta religión no provenía del cristianismo ni del islam, sino que era una religión autóctona denominada con el nombre de Waaqeffanna.
Son uno de los pueblos más antiguos del noreste de África y mantienen sus propios sistemas sociopolíticos, económicos y religiosos. Son uno de los grupos étnicos más numerosos de Etiopía y además se ha expandido por otras zonas como puede ser el norte de Kenia, donde vive un número considerable, formando así algunas adaptaciones locales.

## Creencias
La principal creencia religiosa de la Waaqeffanna es que Waaqa (Dios) es el inventor del cosmos y posee bastantes maneras de manifestarse mediante los Ayyaanas, que son espíritus que ejercen como intermediarios (mensajeros) entre Waaqa y sus creaciones. Los Ayyaanas se caracterizan por ser seres (masculinos y femeninos) que han sido seleccionados y a los cuales se les otorga el título de Qallu y Qallitti respectivamente. Se estima que a la totalidad de los Uma (criaturas) se les asigna un Ayyaana por parte del dios Waaqa, con el que ayudarles a marcar su camino espiritual y para su defensa.
Los waaqeffataas (seguidores de esta religión) viven en base al Safuu, que son los fundamentos morales y legales que dirigen las interacciones de las personas con Waaqa. Si en algún momento no se llegara a cumplir de manera total el Safuu, esto sería visto como un pecado y la persona que hiciera esto, pues sería castigada por Waaqa.

### Dioses, espíritus y ceremonias religiosas

#### Waaqa
Waaqa es el ser superior, omnisciente, omnibenevolente y omnipotente. Además, es neutral y afectuoso. Este ser supremo está definido de alguna manera por la amplia diversidad de denominaciones que recibe en función de las variadas zonas. Muchos estiman que la palabra Waaqa significa "el Dios con abundantes nombres". El pueblo oromo también utiliza el término Waaqa Gurr'acha (“Dios negro”) para dirigirse al padre y todopoderoso. Se cree que el término muestra que Waaqa es el principio de todo, que es misterioso y al cual no se le puede anteponer nada ni nadie. Para los oromo, es como para los cristianos lo es Dios y como para los musulmanes lo es Alá, es decir, el máximo referente. Además, los oromo que profesan esa religión jamás van a reemplazar a su Waaqa por otros dioses o diversas figuras.

#### Ayyaana
Los Ayyaanas serían los espíritus intermediarios entre los waaqeffattas y Waaqa y estos sólo se podrán comunicar a través de los quaallu. Por un lado, hay quienes argumentan que los Ayyaanas no pueden intervenir por su cuenta a menos que reciban un mandato por parte de Waaqa. Por otro lado, hay quienes afirman que los Ayyaanas pueden de alguna forma u otra incidir plenamente en todos los aspectos de la vida.
Los waaqeffataas piensan que todas las creaciones de Waaqa poseen su particular Ayyaana asignado. Los Ambo Oromo han identificado varias Ayyaanas en función del linaje y clan. Hay diversos grados de autoridad dentro de los diferentes Ayyaanas; por ejemplo, el Ayyaana de un clan es más potente que el Ayyaana de un linaje que a su vez es más fuerte que el Ayyaana de un individuo.

#### Maaram
La Maaram en Waaqeffana hace alusión a la deidad de la mujer. La Maaram realmente, es otra creación de Waaqa y es la madre del océano. Se pensaba que Maaram ayudaba a las mujeres estériles para que así pudieran tener un hijo, además de ayudar a las mujeres embarazadas a dar a luz sin ningún tipo de complicación. Los Qaalluu le rezan, le piden y le ruegan al Maaram cada dos semanas para que todo lo relacionado con la fecundidad y los niños se mantenga en perfecto estado en la gran mayoría de lo posible.

#### Atete
Atete, sería uno de los espíritus o Ayyaana principales dentro de esta religión que representaría la fecundidad. En honor a esta se celebra la mayor fiesta de esta religión. En su adoración las mujeres le cantarán pidiéndole así la fecundidad y llorarán por los males que causa la esterilidad.

#### Abbaa Muudaa
En Waaqeffanna, el Abbaa Muudaa es reconocido como el más destacable Qaalluu (sacerdote encargado de dirigir las ceremonias y ritos correspondientes a esta religión) y un profeta. Los waaqeffataas de toda la región recorren grandes distancias en peregrinación para así, poder ver a Abbaa Muudaa. Este gran desplazamiento y trayecto, supone, por un lado, rendir culto y honrar al Abbaa Muudaa pero, por otro lado, también supone obtener la bendición. Los waaqeffataas que inician este largo, pero a la vez satisfactorio camino, son seleccionados por sus clanes y se les concede celebrar rituales religiosos al volver a sus viviendas. Las personas que realizan este viaje, deben superar los máximos parámetros morales de la sociedad. Uno de los requisitos para poder ser elegido por el clan, es el estar casado y pasar cuarenta años dentro del sistema de clases del pueblo oromo, el Gadaa. Tras obtener la bendición mencionada anteriormente, a los peregrinos se les otorga el título de Jila, que significa, “personas santas”. Estos están preparados para hacer rituales y sermones en sus clanes y aldeas, y además, sirven como enlace entre el Abbaa Muudaa y el pueblo.
Cuando los peregrinos llegan al destino deseado con el fin de contemplar a Abbaa Muudaa, aparte de observarlo, le otorgan regalos y ofrendas (como, por ejemplo, un toro u ovejas) que estos peregrinos han estado portando durante bastantes kilómetros.

#### Irreechaa
Es una ceremonia de agradecimiento y reconocimiento que se festeja hasta en dos ocasiones a lo largo del año; la primera, en primavera (Irreecha Birraa) y la segunda, en otoño (Irreecha Arfaasaa). Es la ceremonia en la cual los oromos dan gracias al Waaqa y contemplan, adoran y valoran sus creaciones y su interconexión.

## Jerarquía Religiosa

### La institución Quaalluu
Qaalluu es una institución fundamental en el régimen religioso y social de los oromos. Su función es la de preservar la cultura y las costumbres de este pueblo. El término Qaalluu proviene de la palabra Oromiffa, que se puede traducir como "puro, bendito, sagrado, irreprochable, negro…”  Los Qaalluu-Qaallitti sirven tanto en calidad de sacerdotes de rango elevado, como de dirigentes de rituales. Existen diversas leyendas acerca de cómo se creó realmente el primer Qaalluu (máximo sacerdote) pero lo cierto es que, como en muchas cuestiones históricas, no hay unanimidad acerca de su origen. Por un lado, unos consideran que fue caído del cielo y por otro lado, aseguran que fue hallado con la primera vaca negra. Además, se cree que los Qaalluu-Qaallitti son los protectores de las leyes de Waaqa. Aparte de ello, viven y llevan a cabo tareas rituales (dalalga) concretamente en la tradicional sala de rituales oromos que se denomina, Galma. En el momento en el cual se hace la elección de un Qaalluu (en el caso de que sea varón) o Qaalliti (en el caso de que sea mujer), se tienen en consideración múltiples aspectos como pueden ser entre otros muchos, la veteranía, la experiencia, la admisión y acogida en la colectividad, la calificación moral, el nivel o rango social en el que se encuentre, etc.
A su vez, los sacerdotes están forzados a condenar la tiranía y respaldar al régimen democrático de Gadaa, el cual es el sistema tradicional de clases sociales del pueblo africano oromo. Hoy en día, la Gadaa todavía está en uso en algunos subgrupos oromo, incluido el Borana, extendido en la frontera entre Etiopía y Kenia. No obstante, también poseen la potestad de otorgar o retener las bendiciones a los líderes de Gadaa. La práctica de esta religión entre los oromo está muy relacionada con ese régimen o institución.
Cabe destacar que dentro de esta institución existe un fragmento de metal que posee bastante protagonismo, ya que será algo que esté presente en las ceremonias de cambio de Qaalluu. La Qallačča, nombre con el que se conoce a este metal, estaba hecha de hierro y cayó del cielo por lo que se dice que puede ser un fragmento de meteorito y que solamente se pudo recoger cuando la zona en la que cayó fue bañada con leche de vaca. Este misterioso objeto cultural tiene multifunciones y se describe con la forma de un cuerno blanco. Para esta cultura representa la virilidad ya que según las fuentes tiene forma fálica. Entre otras funciones que posee, sirve para “conectar” con los otros planos de la realidad. Este objeto religioso es llevado por los Qaalluu junto con el Bokkuu. Este último es un cetro usado por los sacerdotes para demostrar su autoridad en las reuniones religiosas. Este cetro será entregado después de ocho años al siguiente Qaalluu mediante una ceremonia en la cual el nuevo sacerdote recibe el “poder” y lanzará una oración para poder continuar con el ritual, el cual terminará con el sacrificio de un animal.